# Егоров, Филипп Иванович
Фили́пп Ива́нович Его́ров (1898 — 19 октября 1962, Петрозаводск) — советский военачальник, бригадный комиссар, полковник.

## Биография
Родился в 1898 году в дер. Гиттойла, Рыпушкальской волости Олонецкой губернии в семье крестьянина—карела.
В годы Первой Мировой войны воевал в Сибирском стрелковом корпусе в Латвии. Член РКП(б) с 1918 года.
В 1918 г. секретарь Рыпушкальского волостного исполкома, заведующий агитационно-вербовочным отделом Олонецкого уездного военкомата. Командир созданного им Олонецкого коммунистического отряда, уездный военный комиссар.
В 1919 году стал председателем Олонецкого уездного революционного комитета, олонецким военным комиссаром. Был одним из организаторов созыва Всекарельского съезда представителей трудящихся карел, член оргбюро. В 1920—1921 гг. выполнял обязанности председателя Олонецкого уездного комитета РКП(б).
Участник подавления Кронштадтского восстания. Секретарь Белозерского райкома ВКП(б). Работал в Свердловске, Тюмени, Петрозаводске.
Народный комиссар земледелия Автономной Карельской ССР.
С 1933 года — политработник РККА. 16 ноября 1939 года военкому вечернего факультета Военной академии связи имени С. М. Будённого Ф. И. Егорову присвоено звание бригадный комиссар.
Комиссар корпуса Финской народной армии, комиссар 71 дивизии. Во время Зимней войны подписывался фамилией Аалто.
В июне 1941 г. слушатель Высших курсов усовершенствования комсостава в Москве. Начальник политотдела 4 корпуса.
В июле 1941 г. на Ленинградском фронте. В боях в районе Нарвы-Кингисеппа был ранен, находился на излечении в госпитале. В апреле 1942 г. направлен на Карельский фронт комиссаром дивизии.
С 20 декабря 1942 г. — полковник.
С 21 июля по 25 сентября 1941 г. бригадный комиссар 191-й стрелковой дивизии, с 25 мая 1942 г. по 2 марта 1943 г. комиссар 21-й стрелковой дивизии 7 армии.
с 1943 г. — комиссар корпуса.
В ноябре 1944 г. на 2 Прибалтийском фронте, комиссар 123-го стрелкового корпуса. С 1948 года — заместитель политотдела спецчастей Петрозаводского гарнизона.
В 1954—1958 гг. — директор Карельского краеведческого музея в Петрозаводске.
Избирался депутатом Верховного Совета Карело-Финской ССР I созыва (1940—1947), Петрозаводского городского совета 5-го созыва (1950).
Похоронен на Сулажгорском кладбище Петрозаводска.

## Награды
- Три ордена Красного Знамени (22.02.1943, 21.07.1944, 15.11.1950)
- Орден Красной Звезды (03.11.1944)
- Медаль «За оборону Ленинграда» (22.12.1942)
- Медаль «За победу над Германией в Великой Отечественной войне 1941—1945 гг.»
- Юбилейная медаль «XX лет Рабоче-Крестьянской Красной Армии»
- Почётной грамотой Верховного Совета РСФСР.

## Семья
- Жена — Егорова Александра Фёдоровна.

## Память
Именем Филиппа Егорова названа улица в Олонце.